# Purtići
Purtići (cyr. Пуртићи) – wieś w Bośni i Hercegowinie, w Republice Serbskiej, w gminie Rogatica. W 2013 roku liczyła 73 mieszkańców.